# Nombre de Spalding
 (février 2013).
Si vous disposez d'ouvrages ou d'articles de référence ou si vous connaissez des sites web de qualité traitant du thème abordé ici, merci de compléter l'article en donnant les références utiles à sa vérifiabilité et en les liant à la section « Notes et références ».
Le nombre de Spalding ou paramètre de Spalding est un nombre sans dimension intervenant dans la loi de Spalding (appelée aussi loi du d2 ou d2-law ou encore loi d'évaporation). 

## Formulation du nombre de Spalding massique
Le nombre de Spalding massique BM caractérisant le transfert de masse est défini par rapport aux fractions massiques à la surface de la goutte et dans le milieu ambiant :
{\displaystyle B_{M}={\frac {Y_{\text{vapeur surface}}-Y_{\text{vapeur environnement}}}{1-Y_{\text{vapeur surface}}}}}[réf. nécessaire]
Y correspond à la fraction massique du combustible.

## Exemple de valeur
Le nombre de Spalding est généralement compris entre 1 et 10 pour les combustions des carburants usuels dans l'air.